# Análise de sistemas e tecnologia da informação
Curso de graduação presente em algumas instituições de ensino superior brasileiras, tais como as Faculdades de Tecnologia do Estado de São Paulo (FATEC) dos municípios de Americana, Carapicuíba, Ourinhos e São Caetano do Sul, oferecendo diferentes modalidades ao estudante que nele ingressa. Tem como objetivo formar profissionais aptos a criar soluções tecnológicas nas área de Tecnologia da Informação, Análise e Desenvolvimento de Sistemas e Computação.

## Perfis
O estudante garante o ingresso no curso em seu primeiro ano. Em seguida, através de outros processos seletivos a que se submeterá, poderá obter certificações intermediárias e cursar, a partir do 2º ano, duas modalidades de curso tecnológico (“Segurança da Informação” e “Desenvolvimento de Jogos Digitais”), Licenciatura em Tecnologia da Informação, ou Bacharelado em Sistemas e Tecnologia da Informação.

### Tecnólogo em segurança da informação
Zela pela integridade e resguardo de informações das organizações, protegendo-as contra acessos não autorizados. Assim, dentro dos princípios de confidencialidade, integridade e disponibilidade, esse profissional gerencia, aplica, administra e configura ambientes corporativos com requisitos de segurança. Realiza análises de riscos, administra sistemas de informações, projeta e gerencia redes de computadores seguras, realiza auditorias, planeja contingências e recuperação das informações em caso de sinistros. Atua nos aspectos lógicos e físicos, controlando os níveis de acesso aos serviços dos sistemas operacionais, banco de dados e redes de computadores. Pode exercer funções de CSO (“Chief Security Officer”) nas áreas de planejamento, implementação e controle da política de Segurança da Informação em ambientes corporativos de pequeno, médio e grande porte.

### Tecnólogo em desenvolvimento de jogos digitais
Atua no segmento do lúdico digital, desenvolvendo produtos tais como: jogos educativos, de aventura, de ação, de simulação 2D e 3D entre outros gêneros. Trabalha com plataformas e ferramentas para a criação de jogos digitais no desenvolvimento e gestão de projetos de sistemas de entretenimento digital interativo, em rede ou isoladamente. Modela personagens virtuais definidas em roteiros de jogos. Pode atuar como autônomo ou em empresas produtoras de jogos digitais, canais de comunicação via web, produtoras de websites, agências de publicidade e veículos de comunicação.

### Bacharel em sistemas e tecnologia da informação
Atua na aquisição, desenvolvimento e gerenciamento de serviços e recursos da tecnologia da informação assim como no desenvolvimento e evolução de sistemas e infra-estrutura para uso de tecnologia da informação em processos organizacionais. Desenvolvem e implantam sistemas da informação-sistemas informatizados; dimensionam requisitos e funcionalidade do sistema; especificam sua arquitetura, escolhem ferramentas de desenvolvimento, especificam programas e codificam aplicativos. Administram ambientes informatizados, prestam suporte técnico ao cliente e o treinam, elaboram documentação técnica. Estabelecem padrões, coordenam projetos e oferecem soluções para ambientes informatizados e pesquisam tecnologias da informação. Gerenciam projetos e operações de serviços de tecnologia da informação; identificam oportunidades de aplicação dessa tecnologia; administram pessoas e equipes e interagem com outras áreas. Podem atuar também como empresários de: tele processamento, segurança, suporte e manutenção à informática, manutenção e expansão de redes, processamento e comunicação de dados, desenvolvimento e produção de tecnologia da informação empresarial, entre outras.

### Licenciado em tecnologia da informação
Poderá atuar como: Professor de Tecnologias da Informação na educação básica, média, técnica ou tecnológica; orientador e capacitador de professores de disciplinas básicas que utilizam recursos da Tecnologia da Informação no apoio ao processo de ensino e aprendizagem.